# Cervera (llinatge)
Cervera és un llinatge de l'aristocràcia militar catalana que prengué el cognom de Cervera en ser-ne castlans i derivada dels senyors dels castells de Ferran, Malacara i Sant Esteve (anomenat postèriorment de Castellfollit de Riubregós) a l'alta Segarra.

## Antecedents
- Isarn, senyor dels castells de Ferran, Malacara i Sant Esteve
- Dalmau, senyor dels castells de Ferran, Malacara i Sant Esteve

## Línia troncal de Cervera; després Vescomtes de Bas i després Jutges d'Arborea
- Hug Dalmau de Cervera (el 1038 ja apareix amb el cognom Cervera)

- Ponç I de Cervera casat amb Beatriu de Bas, vescomtessa de Bas
- Pere I de Cervera (Pere II de Bas, fill de l'anterior)
- Ponç II de Cervera (Ponç II de Bas) (germà de l'anterior)
- Hug I de Cervera (Hug I de Bas) (fill de l'anterior)
- Ponç III de Cervera (fill de Ponç II)
- Hug I d'Arborea (Hug II de Bas, Hug II de Cervera) (fill d'Hug I de Cervera) (el govern del vescomtat de Bas passa als germans regents)
- Pere II d'Arborea (Pere III de Cervera) (Pere IV de Bas)
- Marià II d'Arborea
- Joan d'Arborea
- Marià III d'Arborea
- Hug II d'Arborea
- Marià IV d'Arborea
- Hug III d'Arborea
- Elionor d'Arborea
- Frederic I d'Arborea
- Marià V d'Arborea

* El Jutjat d'Arborea passa als Narbona

### Subbranca de regents del Vescomtat de Bas
- Regent 1155-1195 Ponç III de Cervera (Ponç III de Bas)
- Regent 1195-1198 Pere II de Cervera (Pere III de Bas)

### Subbranca de l'Espluga Jussana
- Ramon de Cervera (senyor de l'Espluga Jussana) (fill de Ponç I de Cervera)

## Branca de Granyanella
La branca de Granyanella s'inicià amb Berenguer I de Cervera, senyor de Granyanella i de Vilagrasseta, i probablement emparentat amb la branca troncal dels Cervera. S'extingí amb els seus besnets Berenguer III de Cervera, mort després del 1230 i Arnau II de Cervera, mort després del 1250.
- Berenguer I de Cervera
- Berenguer II de Cervera
- Arnau I de Cervera
- Berenguer III de Cervera
- Arnau II de Cervera

## Branca de Juneda, Castelldans i Gebut
La branca de Juneda, Castelldans i Gebut s'inicià amb Guillem I de Cervera, castlà de Cervera, i probablement emparentat amb la branca troncal dels Cervera. La branca finalitzà amb Guillem VI de Cervera, qui morí jove i sense descendència lluitant a Sardenya. El 1336 el patrimoni passà als Vescomtes de Vilamur.
- Guillem I de Cervera
- Guillem II de Cervera
- Guillem III de Cervera
- Guillem IV de Cervera
- Guillem V de Cervera
- Ramon I de Cervera
- Ramon I de Cervera
- Guillem VI de Cervera

* Passa als vescomtes de Vilamur

### Subbranca de Gebut i Algerri
La subbranca de Gebut i Algerri s'originà de la branca de Juneda, Castelldans i Gebut per mitjà del segon fill de Guillem II de Cervera, Ramon de Cervera. El fill d'aquest, Jaume de Cervera, morí sense fills mascles i la seva filla, Adolça de Cervera, es casà amb Pere d'Ayerbe, baró d'Ayerbe i fill bord del rei Jaume I d'Aragó: 
- Guillem II de Cervera
- Ramon de Cervera (senyor de Gebut)
- Jaume de Cervera (senyor de Gebut)
  - Adolça de Cervera, casada amb Pere I d'Ayerbe
  -  Passa als Barons d'Ayerbe